# Антоньєвська сільська рада
Анто́ньєвська сільська рада (рос. Антоньевский сельский совет) — сільське поселення у складі Петропавловського району Алтайського краю Росії.
Адміністративний центр та єдиний населений пункт — село Антоньєвка.

## Населення
Населення — 1415 осіб (2019; 1524 в 2010, 1745 у 2002).